# Test Reset de Ramsey
En estadística, la prueba del error de especificación de la ecuación de regresión o prueba RESET de Ramsey (RESET) (Ramsey, 1969) es una prueba general de especificación para el modelo de regresión lineal. Más específicamente, esta prueba verifica si las combinaciones no lineales de los valores ajustados ayudan a explicar la variable de respuesta. La intuición detrás de la prueba es que, si las combinaciones no lineales de las variables explicativas tienen algún poder de explicación sobre la variable de respuesta, entonces el modelo está mal especificado.[cita requerida]
La prueba fue desarrollada por James B. Ramsey como parte de su tesis de doctorado en la Universidad de Wisconsin-Madison en 1968, publicada posteriormente en la revista de la Real Sociedad de Estadística, en 1969.

## Desarrollo
Considere el siguiente modelo:
{\displaystyle {\hat {y}}=E\{y|x\}=\beta x.}
El test de Ramsey prueba si {\displaystyle (\beta x)^{2},(\beta x)^{3}...,(\beta x)^{k}} puede explicar {\displaystyle y}. Esto se logra ejecutando el siguiente cálculo de una regresión lineal:
{\displaystyle y=\alpha x+\gamma _{1}{\hat {y}}^{2}+...+\gamma _{k-1}{\hat {y}}^{k}+\epsilon },
y luego verificando, por medio de una prueba F de Fisher, si {\displaystyle \gamma _{1}~} hasta {\displaystyle \gamma _{k-1}~} es cero. Si la hipótesis nula de que todos los {\displaystyle \gamma ~} coeficientes son cero se rechaza, entonces el modelo tiene errores de especificación.[cita requerida]